# Cazenave
Cazanave is een historisch Frans merk van bromfietsen.
Cazanave maakte vanaf het begin van de jaren vijftig bromfietsen en nam rond 1960 Paloma en VAP over. In 1959 was het bedrijf al gefuseerd met Monet-Goyon. Men zette op de sportieve bromfietsmodellen de eigen merknaam, maar het is niet zeker of het zelfs maar tot productie is gekomen. Waarschijnlijk was Cazanave van plan een serieuze motorfabrikant te worden, maar de opkomst van de Japanse merken stak hier een stokje voor. In 1972 ging Cazanave failliet.